# Clementino González
Clementino González Martínez (n. Colonia Toryvete, Paraguay, 4 de junio de 1990) y es un futbolista paraguayo. Juega de delantero y actualmente milita en el Club General Caballero de la Primera División de Paraguay.

## Clubes
| Club                          | País      | Año       |
| ----------------------------- | --------- | --------- |
| Defensores de Cambaceres      | Argentina | 2011-2013 |
| Cerro Porteño (PF)            | Paraguay  | 2013      |
| River Plate                   | Paraguay  | 2013      |
| Independiente de Campo Grande | Paraguay  | 2014      |
| Central Español               | Uruguay   | 2015      |
| River Plate                   | Paraguay  | 2016      |
| Central Español               | Uruguay   | 2017-2018 |
| Liverpool                     | Uruguay   | 2018-2021 |
| General Caballero             | Paraguay  | 2022-Act. |

## Palmarés
| Título             | Club      | País    | Año  |
| ------------------ | --------- | ------- | ---- |
| Torneo Intermedio  | Liverpool | Uruguay | 2019 |
| Supercopa Uruguaya | Liverpool | Uruguay | 2020 |